# Alberto Jarabo Payá
Alberto Jarabo Payá (Alcoi, 12 de juliol de 1928 - 12 de maig de 2016) fou un advocat i polític valencià.

## Biografia
El 1950 es llicencià en dret per la Universitat de València. Treballà com a Inspector Tècnic de Treball i fou procurador a Corts Espanyoles de 1971 a 1977 pel terç familiar. Durant els darrers anys del franquisme va ocupar diversos càrrecs com subdirector general d'emigració (1964), Delegat provincial de Treball a València (1967-1971) i delegat nacional de premsa i ràdio del Movimiento Nacional (1973-1974).
El 1977 fou regidor de l'Ajuntament de València i un dels fundadors a València d'Aliança Popular, partit amb el qual fou elegit diputat per la província de València a les eleccions generals espanyoles de 1977. Fou president de la Comissió de Sanitat i Seguretat Social del Congrés dels Diputats.
Juntament amb Gonzalo Fernández de la Mora i Federico Silva Muñoz es va oposar a la Constitució espanyola de 1978, i va introduir una esmena per tal de prohibir que es federessin comunitats autònomes, per tal d'impedir una hipotètica federació dels Països Catalans.
Formà part de l'Assemblea de Parlamentaris del País Valencià i del Consell del País Valencià, presidit per Josep Lluís Albinyana, i fou conseller de turisme preautonòmic d'abril de 1978 a juny de 1979. El gener de 1979 anuncià que es retirava de la política per raons personals i professionals. Tornà a ocupar la seva plaça de funcionari d'Inspector de Treball i de la Seguretat Social de l'Administració central, fins que es va jubilar en 1993.